# Mark Keller
Pour les personnes ayant le même patronyme, voir Keller.
 (octobre 2010).
Si vous disposez d'ouvrages ou d'articles de référence ou si vous connaissez des sites web de qualité traitant du thème abordé ici, merci de compléter l'article en donnant les références utiles à sa vérifiabilité et en les liant à la section « Notes et références ».
Mark Keller (né Marko Keller) est un acteur allemand né le 5 mai 1965 à Überlingen am Bodensee. Il est connu notamment pour avoir joué le rôle d'André Fux dans la série Alerte Cobra (Alarm für Cobra 11 - Die Autobahnpolizei) de 1996 à 1999, puis de nouveau en 2013 le temps d'un épisode.

## Biographie
Mark est musicien en dehors de son travail d'acteur, mais il a dû délaisser la musique pour se consacrer à son rôle dans Alerte Cobra. Jusqu'en 2013, son personnage est présumé mort au cours d'une enquête à Majorque où il est tué par un trafiquant (épisode 47). 
On pouvait entendre ses interprétations dans la série, lors de son duo avec le chanteur H.P. qui était membre du groupe Scooter.
Mark a quitté la série en 1999, il a joué pour la dernière fois dans l'épisode « Dernier Combat » dans lequel son personnage est blessé lors d'une mission en Espagne. Après 14 ans d'absence, son personnage est définitivement tué lors d'une chute d'une falaise en Autriche.
Désormais, il vit avec sa femme Tülin, et ses enfants, Aaron, et Joshua.
À noter qu'il a fait une apparition dans la série Un cas pour deux en 2004.
Il apparaît également dans la série En quête de preuves dans l'épisode Drame Familial où il joue Peter Wiegand.
Mark Keller jouait au côté d'Erol Sanders dans le film dont le titre français est L'envol du Faucon tiré du roman de Rosamunde Pilcher.
Depuis, il a tourné dans un film intitulé DEKKER, où il incarne un routier accusé à tort d'un trafic, il va essayer de prouver son innocence en retrouvant sa cargaison après de multiples péripéties. Il est pour cela accompagné par un dépressif ayant pour obsession de se suicider. Au fil du film, une solide amitié se tissera entre eux.
Il est à l'affiche du téléfilm "Einstein" diffusé le 24 mars 2015 sur Sat 1 au côté de Katrin Heß (Hess) et Tom Beck (anciens acteurs de Alerte Cobra). En fonction du succès du téléfilm il est possible qu'il soit décliné en série. 

## Filmographie
- 2015 : Einstein
- 2011 : Cobayas : Human Test
- 2010 : Liebling, lass uns scheiden !
- 2008 à 2010 : Der Bergdoktor
- 2009 : Kopf oder zahl
- 2008 : 11/2 Ritter ...
- 2008 : Dekker : Der trucker
- 2006 : Die Wache
- 2005 : Andersrum
- 2005 : Barfuss
- 2004 : Un cas pour deux
- 2004 : Klatschmohn
- 2003 : Rosamunde Pilcher - Federn im Wind
- 2003 : Novaks Ultimatum
- 2003 : Hinter Gittern
- 2003 : Novaks Ultimatum
- 2000 : Kleiner Mann sucht großes Herz
- 2000 : Liebe unter weißen Segeln
- 2000 : Jetzt oder nie - Zeit ist Geld
- 1999 : Liebe pur
- 1999 : Ein Vater im Alleingang
- 1998 : I Love You, Baby
- 1998 : Zerschmetterte Träume
- 1998 : Herzbeben
- 1996 à 1998 puis 2013 : Alerte Cobra : André Fux
- 1995 : Schneesturm im Frühling
- 1994 : Soko brigade des stups
- 1993 à 1995 : Tatort
- 1993 : Einsatz für Lohbeck / Patrouille Fluviale
- 1991 à 1995 : Sterne des Südens